# 亡命鴛鴦
《亡命鴛鴦》（英語：On the Run）是一部1988年由張堅庭執導香港電影，主要演出有元彪、夏文汐、秦祥林、陳玉蓮、李香琴、羅烈、元華、高飛、杜德智、林立三、林保怡、潘震偉、彭潤祥、林立三、伍國健、劉錫賢、鮑起鳴等。

## 劇情
該片是在80年代末期，殺手追（夏文汐飾）為金三角殺手，按接暗殺香明（元彪飾）的妻子洛寰（陳玉蓮飾），而事實上背後是和毒販勾結警司呂進（秦祥林飾），因而遭陷害，在逃亡過程中暗生情愫而化敵為盟，聯手對付呂進；但同時遭呂進手下殺香明母親（李香琴飾）和女兒（陳卓欣 飾），因此殺手追和香明再次聯手對付呂進，最後香明放棄殺呂進，在殺手追和香明逃亡中被水警在香港海域被起訴。

## 主要演員
| 角色     | 演員   |
| 殺手追   | 夏文汐 |
| 香明     | 元彪   |
| 呂進     | 秦祥林 |
| 洛寰     | 陳玉蓮 |
| 香明母親 | 李香琴 |
| 小琳     | 陳卓欣 |
| 習       | 羅烈   |
|          | 元華   |
|          | 高飛   |
|          | 杜德智 |
| 暉       | 林立三 |
| 尊尼     | 林保怡 |
|          | 張采眉 |
| 醫生     | 鮑起鳴 |
|          | 敖志君 |
|          | 潘震偉 |
|          | 周金江 |
|          | 彭潤祥 |
|          | 邱錦鴻 |
|          | 劉錫賢 |
|          | 伍國健 |
|          | 關勇   |
|          | 麥樹燊 |
|          | 秦貴寶 |
|          | 蕭德虎 |

## 製作和拍攝
該片由寶禾影業有限公司、二友電影製作有限公司和嘉峰電影有限公司拍攝，於1988年7月至8月初進行拍攝，而拍攝地點則全部在香港拍攝，地點包括劉惠心牙科醫務所、超時空遊戲機中心、恒豐中心、千登世鐵板燒、已結業的曾福琴行、一鳴音樂中心、香港鐵路有限公司（0066.HK）各大車站等。

## 外部連結
- 互联网电影数据库（IMDb）上《亡命鴛鴦》的资料（英文）